# Liste der denkmalgeschützten Objekte in Gresten-Land
Die Liste der denkmalgeschützten Objekte in Gresten-Land enthält die denkmalgeschützten, unbeweglichen Objekte der Gemeinde Gresten-Land.

## Denkmäler
| Foto |                 | Denkmal                                                                   | Standort                           | Beschreibung | Metadaten |
| ---- | --------------- | ------------------------------------------------------------------------- | ---------------------------------- | --- | --- |
| ja   | Datei hochladen | Hausberg Hunnengrab Spielberg HERIS-ID: 22745 Objekt-ID: 19084            | Spielberg Standort KG: Schadneramt | Beim Hunnenhügel handelt es sich um einen urkundlich nicht belegten mittelalterlichen Sitz. Ein künstlich angelegter kegelstumpfförmiger Hügel und die Reste eines vorgelagerten Ringwalls sind erkennbar. | BDA-Hist.: Q37872320 Status: § 57-Mandatsbescheid Stand der BDA-Liste: 2025-06-30 Name: Hausberg Hunnengrab Spielberg GstNr.: 2149/1                                       |
| ja   | Datei hochladen | Bauernhof Unter-Haselbauer, Haus Haslach HERIS-ID: 22743 Objekt-ID: 19082 | Unteramt 53 Standort KG: Unteramt  | Der Hof Haslach wurde im 14. Jahrhundert erstmals erwähnt. Im 19. Jahrhundert gehörte der Bauernhof Leopold Hofmarcher, der von 1875 bis 1880 Bürgermeister von Unteramt (heute Gresten-Land) war. Der T-Hof hat einen Wohntrakt aus der Mitte des 19. Jahrhunderts mit zweigeschoßigen Dachkammern, Rieselputz und Silhouettepilastern, Stegrahmenfenster mit nachbarockem Bandlwerk und Biedermeiergittern. Die Küche ist mit einer Stichkappentonne gedeckt, die Dachkammer mit 1856 bezeichnet. Die landestypische Hausfassade ist gut erhalten. | BDA-Hist.: Q37872293 Status: Bescheid Stand der BDA-Liste: 2025-06-30 Name: Bauernhof Unter-Haselbauer, Haus Haslach GstNr.: 603/5 Unter-Haselbauer, Haslach, Gresten-Land |